# Saxonia

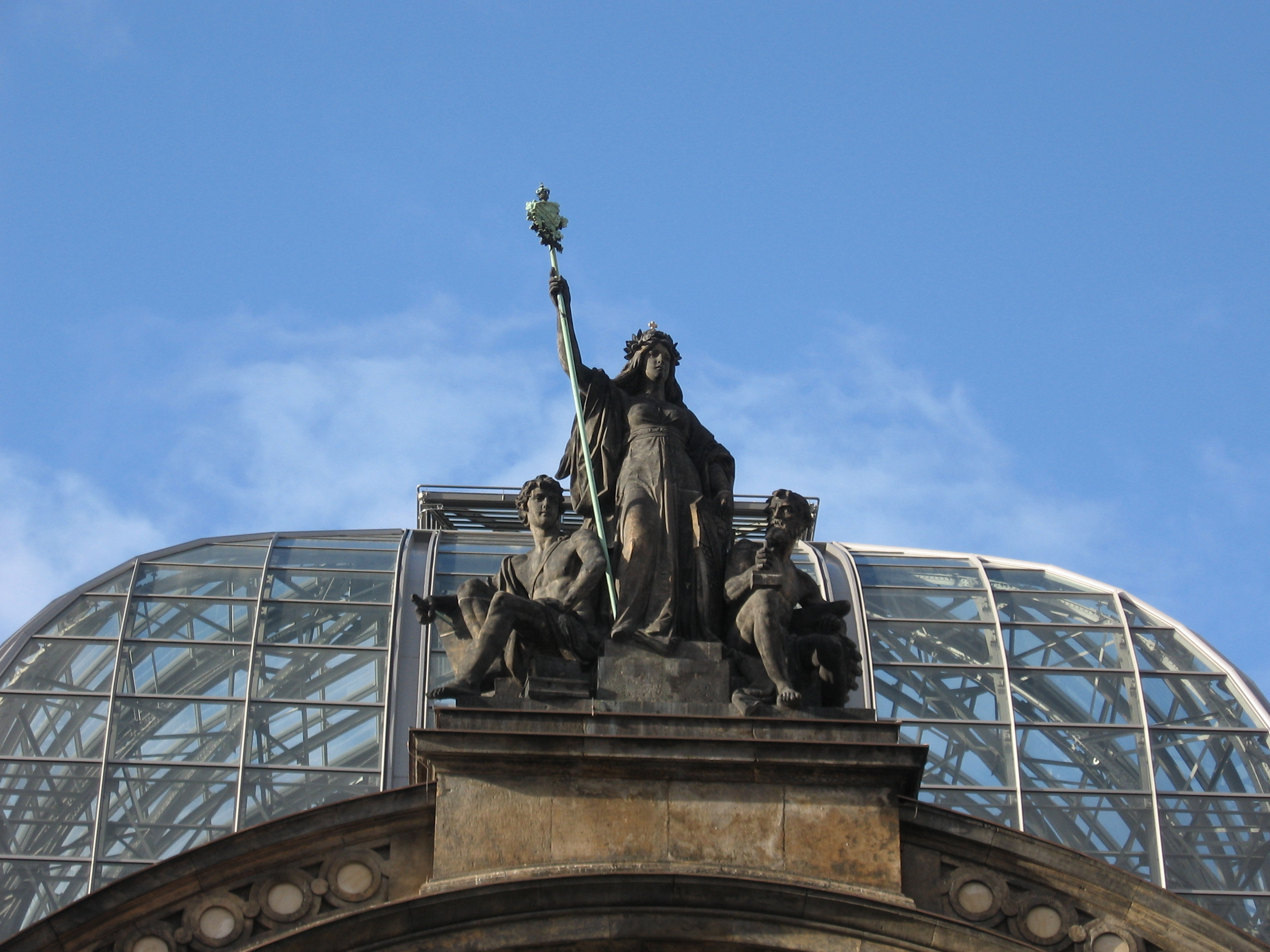
Grupo de figuras con Saxonia de pie en la estación central de Dresde.

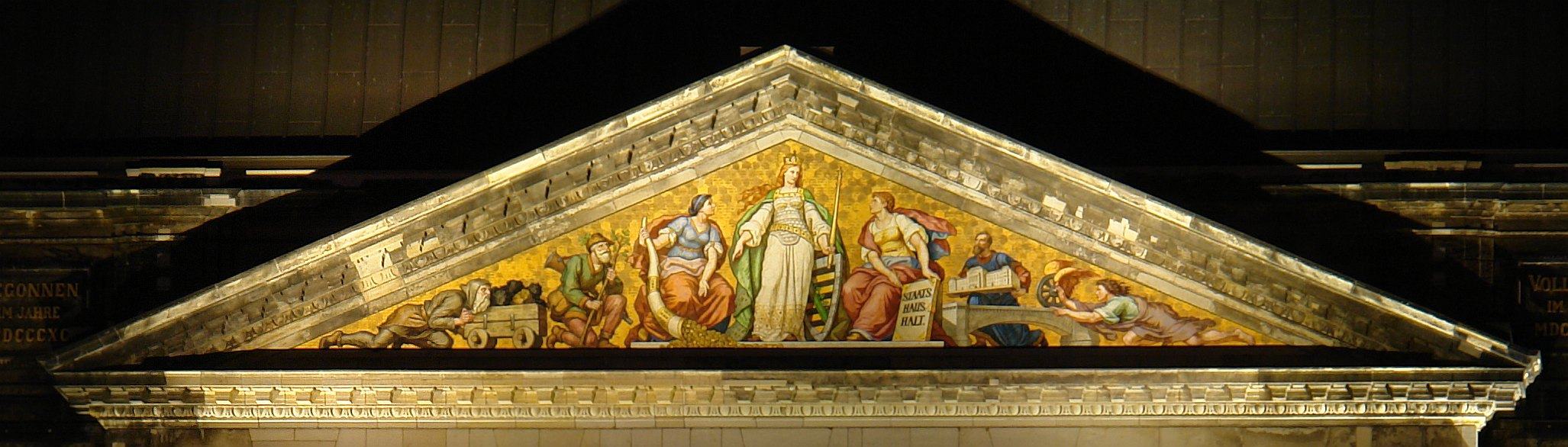
Saxonia en el frontón del edificio del Ministerio de Finanzas de Sajonia en Dresde.

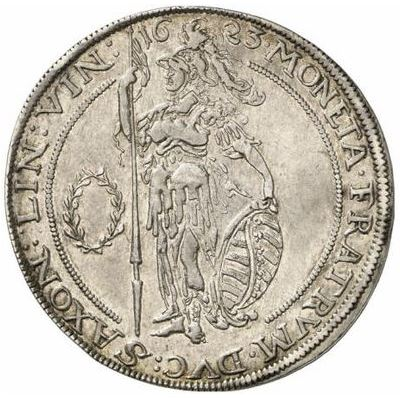
Pallastaler, Saxonia como Pallas Atenea.

Saxonia es el nombre neolatín de Sajonia y la personificación nacional de la misma.
Saxonia aparece en el mural creado por Anton Dietrich en unos paneles de mayólica de 1896 en el frontón junto al Elba del Ministerio de Finanzas de Sajonia en Dresde en el Neustädter Elbufer. En esta representación Sajonia aparece tomando dinero de las alegorías de varios oficios y gastando ese dinero en construcción, arte, educación, etc.. Otra figura de Saxonia bañada en oro y tallada por Johannes Schilling se encuentra en la torre de la Sächsisches Ständehaus.
También hay una escultura de Saxonia sobre el portal principal de la estación central de Dresde. En esta escultura creada por Friedrich Rentsch en 1895 se muestra junto con las figuras alegóricas de la ciencia y la tecnología.
Saxonia también aparece en numerosas medallas sajonas, principalmente como una figura femenina entronizada con una corona, espada y escudo de armas. Una característica especial es la representación de Sajonia como Pallas Atenea en el Pallastaler de Sajonia-Weimar.